# Copa Venezuela de Futebol
A Copa Venezuela é o principal torneio eliminatório do futebol masculino da Venezuela.

## Títulos
| \| Temporada \| Campeão \| SubCampeão \| \| --------------- \| ------------------------------- \| --------------------------- \| \| Copa Liga Mayor \| \| \| \| 1959 \| Deportivo Portugués \| Deportivo Español \| \| Copa Naciones \| \| \| \| 1960 \| Banco Agrícola y Pecuario \| Deportivo Portugués \| \| Copa Caracas \| \| \| \| 1961 \| Deportivo Italia \| Dos Caminos SC \| \| 1962 \| Deportivo Italia \| — \| \| 1963 \| Unión Deportiva Canarias \| Tiquire Flores \| \| 1964 \| Tiquire Flores \| Unión Deportiva Canarias \| \| 1965 \| Valencia \| Lara FC \| \| 1966 \| Deportivo Galicia \| Unión Deportiva Canarias \| \| 1967 \| Deportivo Galicia \| — \| \| Copa Venezuela \| \| \| \| 1968 \| Unión Deportiva Canarias \| Lara FC \| \| 1969 \| Deportivo Galicia \| Unión Deportiva Canarias \| \| 1970 \| Deportivo Italia \| Deportivo Galicia \| \| 1971 \| Estudiantes de Mérida \| Anzoátegui \| \| Copa Valencia \| \| \| \| 1972 \| Deportivo Portugués \| Valencia \| \| Copa Venezuela \| \| \| \| 1973 \| Portuguesa \| Estudiantes de Mérida \| \| 1974 \| No hubo competición \| No hubo competición \| \| 1975 \| Estudiantes de Mérida \| Deportivo San Cristóbal \| \| 1976 \| Portuguesa \| Deportivo Italia \| \| 1977 \| Portuguesa \| Valencia \| \| 1978 \| Valencia \| Universidad de Losáes \| \| 1979 \| Deportivo Galicia \| Lara FC \| \| 1980 \| Atlético Zamora \| — \| \| 1981 \| Deportivo Galicia \| — \| \| 1982 \| Deportivo Táchira \| \| \| 1983-1984 \| No hubo competición \| No hubo competición \| \| 1985 \| Mineros de Guayana \| — \| \| 1985 \| Estudiantes de Mérida \| — \| \| 1986 \| Estudiantes de Mérida \| — \| \| 1987 \| Caracas FC \| — \| \| 1988 \| Marítimo \| — \| \| 1989 \| Marítimo \| — \| \| 1990 \| Internacional de Puerto La Cruz \| Portuguesa \| \| 1991 \| Anzoátegui \| — \| \| 1992 \| Trujillanos \| Caracas FC \| \| 1993 \| Caracas FC \| Minervén \| \| 1994 \| Caracas FC \| Trujillanos FC \| \| 1995 \| Universidad de Losáes \| Caracas FC \| \| 1996-2006 \| No hubo competición[nota 1] \| No hubo competición[nota 1] \| \| 2007 \| Aragua FC \| Unión Atlético Maracaibo \| \| 2008 \| Deportivo Anzoátegui \| Estudiantes de Mérida \| \| 2009 \| Caracas FC \| Trujillanos FC \| \| 2010 \| Trujillanos \| Zamora \| \| 2011 \| Mineros de Guayana \| Trujillanos \| \| 2012 \| Deportivo Anzoátegui \| Estudiantes de Mérida \| \| 2013 \| Caracas FC \| Deportivo Táchira \| \| 2014 \| Deportivo La Guaira \| Trujillanos FC \| \| 2015 \| Deportivo La Guaira \| Club Deportivo Lara \| \| 2016 \| Zúlia \| Estudiantes de Caracas \| 1. - Copa Venezuela[ligação inativa] Asociación de Historia y Estadísticas del Fútbol Venezolano. |                                 |                          |
| Temporada | Campeão                         | SubCampeão               |
| Copa Liga Mayor |                                 |                          |
| 1959 | Deportivo Portugués             | Deportivo Español        |
| Copa Naciones |                                 |                          |
| 1960 | Banco Agrícola y Pecuario       | Deportivo Portugués      |
| Copa Caracas |                                 |                          |
| 1961 | Deportivo Italia                | Dos Caminos SC           |
| 1962 | Deportivo Italia                | —                        |
| 1963 | Unión Deportiva Canarias        | Tiquire Flores           |
| 1964 | Tiquire Flores                  | Unión Deportiva Canarias |
| 1965 | Valencia                        | Lara FC                  |
| 1966 | Deportivo Galicia               | Unión Deportiva Canarias |
| 1967 | Deportivo Galicia               | —                        |
| Copa Venezuela |                                 |                          |
| 1968 | Unión Deportiva Canarias        | Lara FC                  |
| 1969 | Deportivo Galicia               | Unión Deportiva Canarias |
| 1970 | Deportivo Italia                | Deportivo Galicia        |
| 1971 | Estudiantes de Mérida           | Anzoátegui               |
| Copa Valencia |                                 |                          |
| 1972 | Deportivo Portugués             | Valencia                 |
| Copa Venezuela |                                 |                          |
| 1973 | Portuguesa                      | Estudiantes de Mérida    |
| 1974 | No hubo competición             | No hubo competición      |
| 1975 | Estudiantes de Mérida           | Deportivo San Cristóbal  |
| 1976 | Portuguesa                      | Deportivo Italia         |
| 1977 | Portuguesa                      | Valencia                 |
| 1978 | Valencia                        | Universidad de Losáes    |
| 1979 | Deportivo Galicia               | Lara FC                  |
| 1980 | Atlético Zamora                 | —                        |
| 1981 | Deportivo Galicia               | —                        |
| 1982 | Deportivo Táchira               |                          |
| 1983-1984 | No hubo competición             | No hubo competición      |
| 1985 | Mineros de Guayana              | —                        |
| 1985 | Estudiantes de Mérida           | —                        |
| 1986 | Estudiantes de Mérida           | —                        |
| 1987 | Caracas FC                      | —                        |
| 1988 | Marítimo                        | —                        |
| 1989 | Marítimo                        | —                        |
| 1990 | Internacional de Puerto La Cruz | Portuguesa               |
| 1991 | Anzoátegui                      | —                        |
| 1992 | Trujillanos                     | Caracas FC               |
| 1993 | Caracas FC                      | Minervén                 |
| 1994 | Caracas FC                      | Trujillanos FC           |
| 1995 | Universidad de Losáes           | Caracas FC               |
| 1996-2006 | No hubo competición             | No hubo competición      |
| 2007 | Aragua FC                       | Unión Atlético Maracaibo |
| 2008 | Deportivo Anzoátegui            | Estudiantes de Mérida    |
| 2009 | Caracas FC                      | Trujillanos FC           |
| 2010 | Trujillanos                     | Zamora                   |
| 2011 | Mineros de Guayana              | Trujillanos              |
| 2012 | Deportivo Anzoátegui            | Estudiantes de Mérida    |
| 2013 | Caracas FC                      | Deportivo Táchira        |
| 2014 | Deportivo La Guaira             | Trujillanos FC           |
| 2015 | Deportivo La Guaira             | Club Deportivo Lara      |
| 2016 | Zúlia                           | Estudiantes de Caracas   |